# Konchkati
Konchkati (en georgiano: კონჭკათი) es un pueblo de Georgia ubicado en el centro de la región de Guria, siendo parte del municipio de Ozurgueti. 

## Geografía
Konchkati se sitúa al norte de la cordillera de Nasakirali y en el valle del Suapsa, 16 km al noroeste de Ozurgueti.

## Historia
Durante los años soviéticos, en el pueblo funcionaba una granja colectiva en la que trabajaron algunos Héroes del Trabajo Socialista. Los cultivos comunes en Konchkati eran el té, los cítricos y el tung.

## Demografía
La evolución demográfica de Konchkati entre 1893 y 2014 fue la siguiente:
| 906                                             | 1311 | 805 |
| (Fuente: Population of Georgia in Soviet times) |      |     |

Según el censo de 2014, los georgianos constituían el 97,5% de la población y los armenios el 2,1%.

## Infraestructura

### Arquitectura, monumentos y lugares de interés

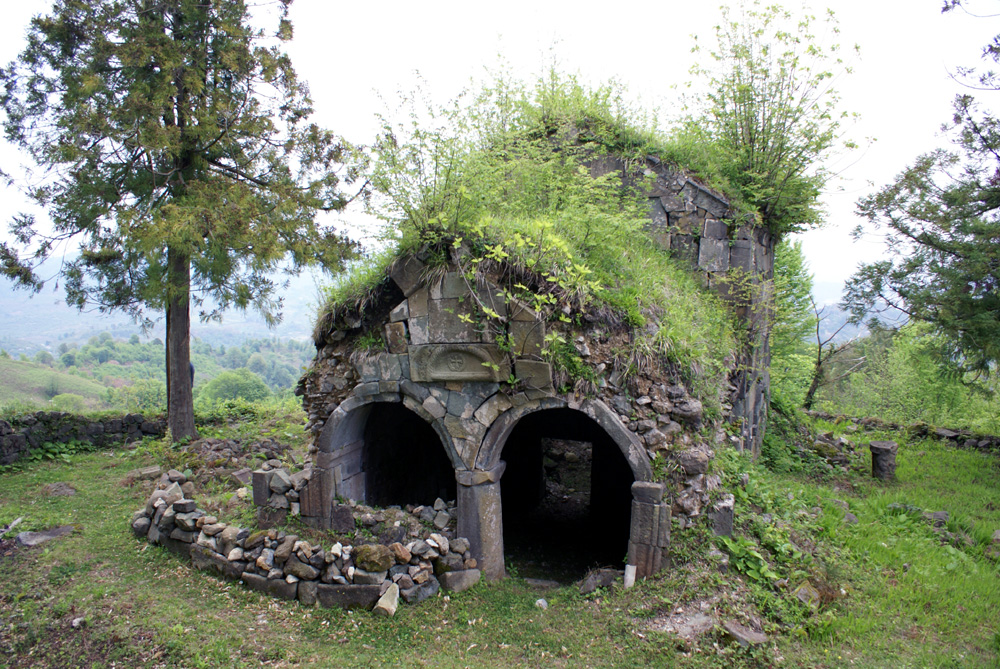
Iglesia medieval de Konchkati

En Konchkati hay una iglesia ortodoxa, que exteriormente repite la arquitectura de la iglesia del pueblo de Yumati. Tampoco muy lejos del pueblo se encuentra la fortaleza de Katistsije.

### Educación
Hay una guardería y una escuela pública en el pueblo.

### Transporte
El pueblo está conectado con Ozurgueti por una carretera. 

## Personas ilustres
- Vasili Kvachantiradze (1907-1950):  francotiradores soviéticos más letales que combatieron durante la Segunda Guerra Mundial.